# Synagoge (Mád)

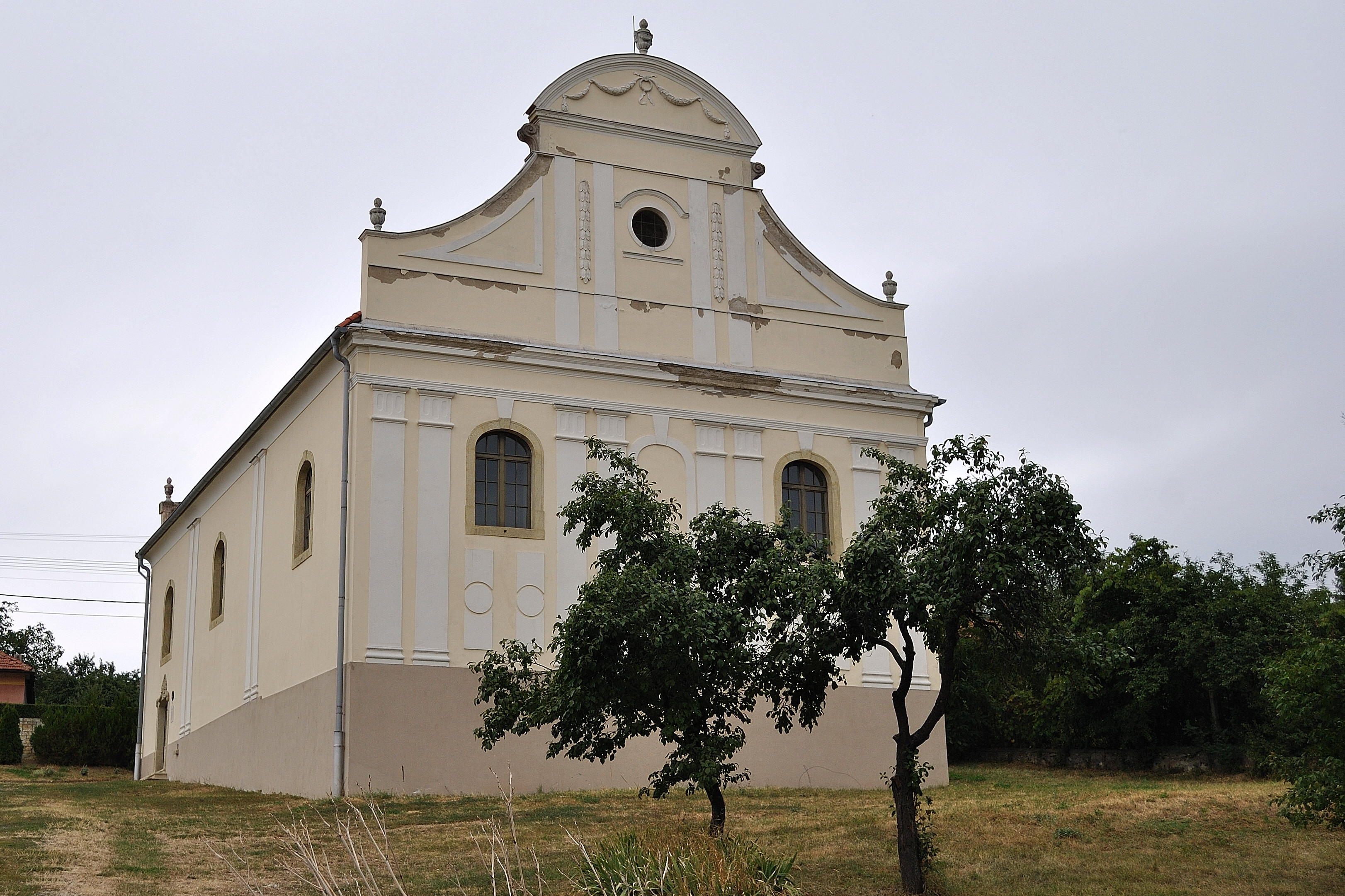
Synagoge in Mád

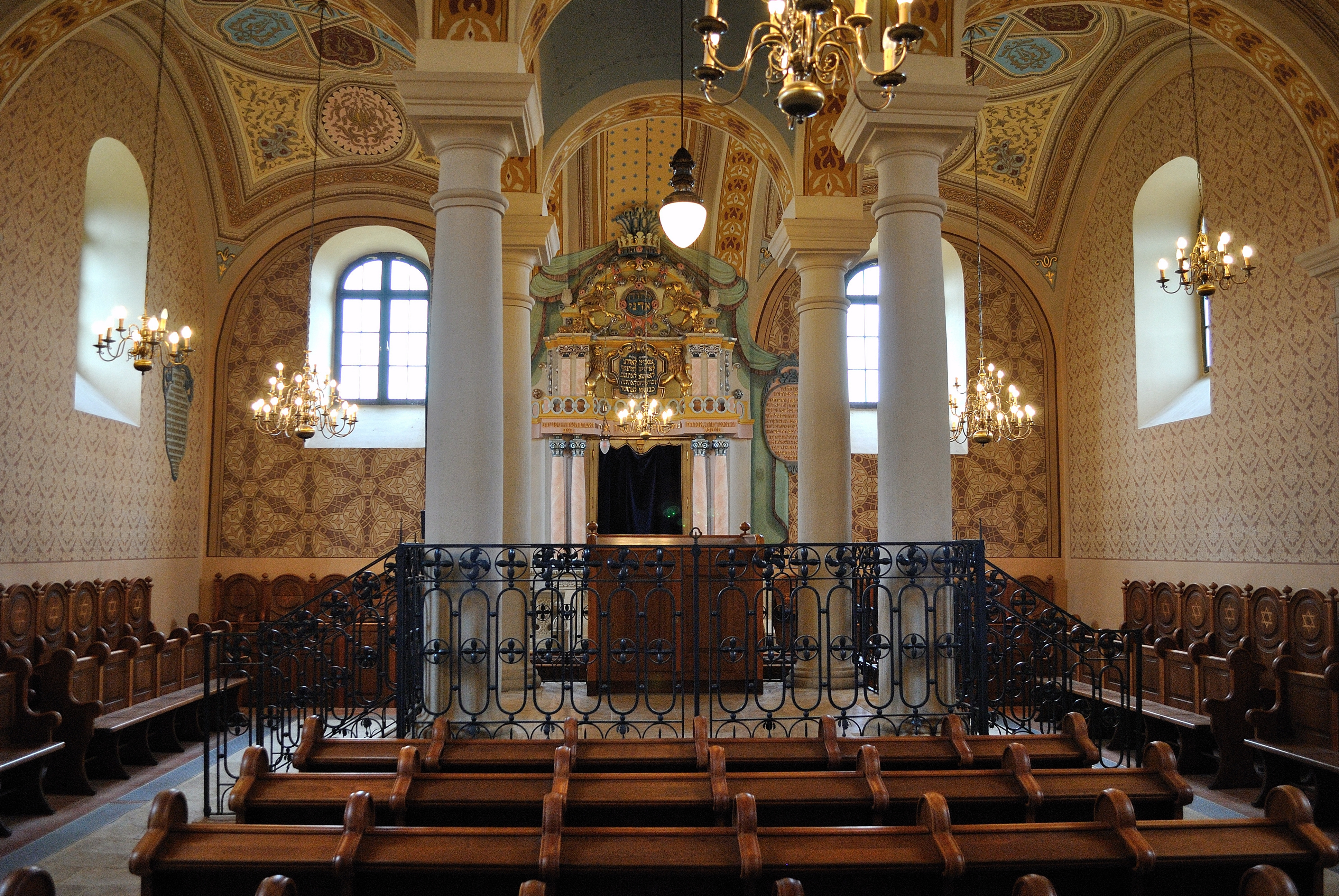
Innenansicht mit Bima zwischen den Säulen

Die Synagoge in Mád im Nordosten Ungarns wurde 1795 gebaut und ist damit eine der ältesten Synagogen des Landes.

## Geschichte
In den Jahren 1811 sowie um die Wende zum 20. Jahrhundert fanden Renovierungen statt. Während des Zweiten Weltkriegs wurde der Großteil der jüdischen Bevölkerung ermordet; lediglich 40 Überlebende kehrten nach dem Krieg zurück. Auch diese wanderten in den Folgejahren aus.
Die Synagoge wurde geschlossen, ausgeplündert und verfiel. Teile des Giebels stürzten ein und das Dach wurde geschädigt, dadurch auch die Gemälde an den Wänden und der Decke. Das Gebäude war eine Ruine.
Erste Erhaltungsmaßnahmen wurden 1978 durchgeführt, wobei einige Wände und das Dach wiederhergestellt wurden; jedoch befand sich die Synagoge weiterhin in einem prekären Zustand.
Ab 2000 wurde dann eine vollständige Renovierung durchgeführt, die 2004 abgeschlossen war. Im Jahr 2005 wurde die restaurierte Synagoge mit dem Europa-Nostra-Preis ausgezeichnet. Sie dient heute kulturellen Zwecken.

## Architektur

### Äußeres
Das langgestreckte Gebäude ist im Stil des Barock errichtet. Die Stirnseite mit dem geschwungenen Giebel ist nach Osten gerichtet; an den Ecken und auf der Giebelspitze befinden sich Vasen als Verzierungen. Diese Seite hat zwei Fenster und dazwischen ein Blindfenster, hinter dem sich der Toraschrein befindet. Der Giebel hat noch einen Okulus und die Wände sind durch Pilaster gegliedert. Ebenfalls durch zwei Pilasterpaare sind die Längsseiten unterteilt; dabei befinden sich dazwischen die Fenster. Im hinteren Drittel der Südseite ist der Eingang zum Vestibül und von dort in den Hauptsaal, dem Gebetsraum der Männer, hinein.
An der nordwestlichen Ecke befindet sich ein Anbau mit der Treppe zur Frauenempore über dem Vestibül.

### Inneres

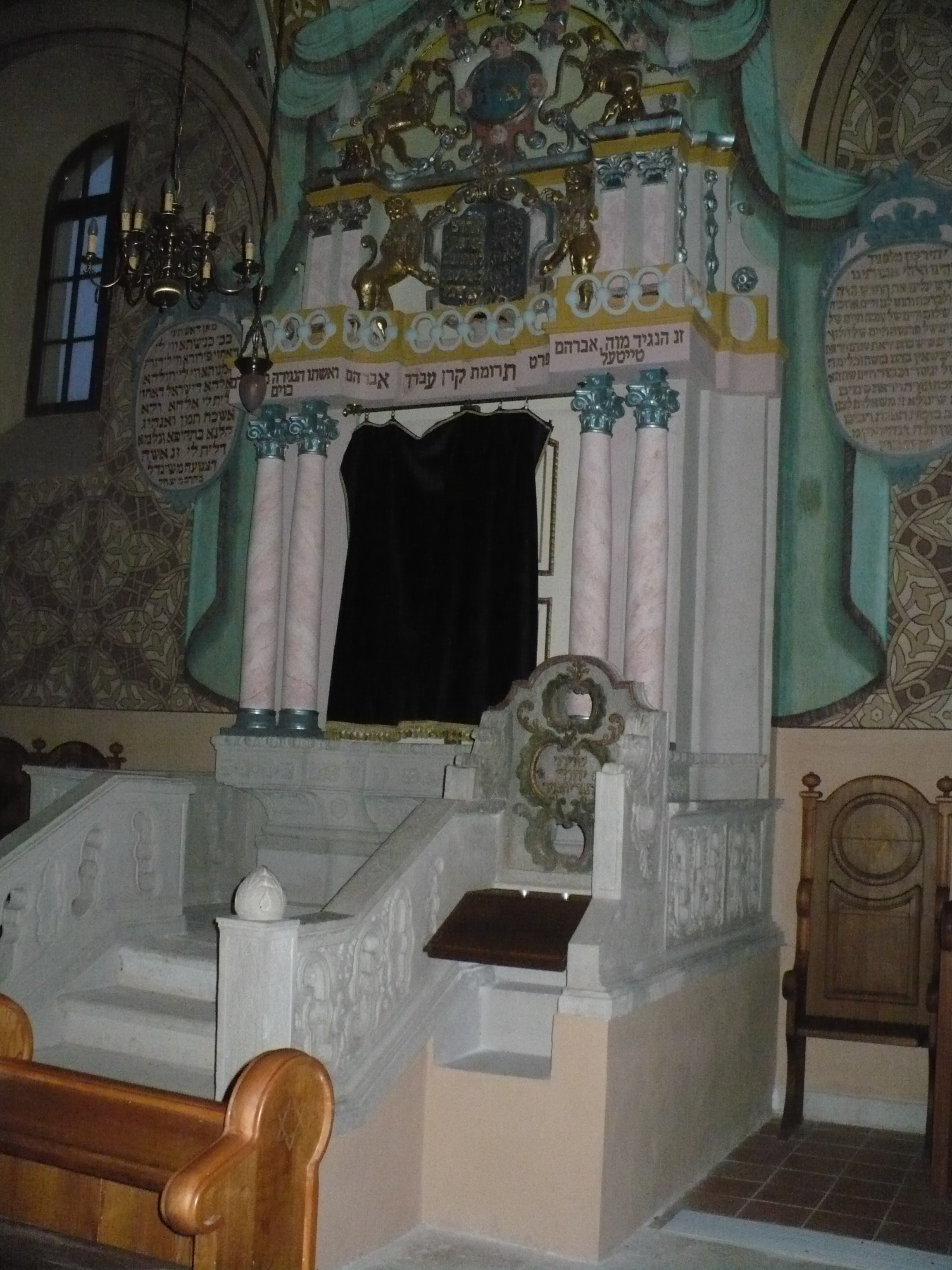
Toraschrein

In der Mitte der Halle steht die Bima, an deren Ecken vier Säulen das Gewölbe stützen. Dadurch wird die Decke in neun Felder unterteilt. Dieser Stil der sogenannten Neun-Felder-Synagoge tauchte erstmals im ersten Drittel des 17. Jahrhunderts in der Großen Maharscha-Synagoge in Ostroh und der Großen Vorstadt-Synagoge in Lemberg auf. In Mád stehen die Säulen ziemlich eng zusammen, sodass nur das mittlere Feld über der Bima quadratisch ist, während die anderen, größeren eine rechteckige Form haben.
Der Toraschrein ist von zwei Säulenpaaren flankiert und darüber reich verziert. Ebenso sind die Wände und Deckengewölbe bemalt.
Bei der Renovierung wurde teilweise freizügig vorgegangen; so waren die grünen Ornamente um den Toraschrein nicht vorhanden. Auch wurden feste Bankreihen und Stühle installiert, während frühere Synagogen freistehende Stühle und Pulte hatten.